# Styloctenium
Styloctenium  ist eine Gattung in der Familie der Flughunde mit zwei Arten, von denen bis 2007 nur eine Art bekannt war.
Folgende Arten zählen zur Gattung:
- Der Mindoro-Streifengesicht-Flughund (Styloctenium mindorensis) wurde 2006 in einem kleinen Gebiet auf der philippinischen Insel Mindoro entdeckt und 2007 wissenschaftlich beschrieben. Die Weltnaturschutzunion (IUCN) listet die Art mit „keine ausreichende Daten vorhanden“ (Data Deficient).
- Der Sulawesi-Streifengesicht-Flughund (Styloctenium wallacei) kommt auf Sulawesi sowie auf kleineren Inseln in der Umgebung vor. Er wird in der Vorwarnliste geführt (Near Threatened).

Die Angaben zum Erscheinungsbild beruhen auf Daten, die zum Sulawesi-Streifengesicht-Flughund gesammelt wurden. Diese Art erreicht eine Kopf-Rumpf-Länge von 152 bis 178 mm, eine Unterarmlänge von 90 bis 103 mm sowie ein Gewicht von 174 bis 218 g. Kennzeichnend für die Arten sind zwei weiße Streifen im Gesicht, das ansonsten wie der Hinterkopf mit rotbraunem  Fell bedeckt ist. Auf der Rückseite kommt hellgraues Fell mit einem rötlichen Schatten vor und die Bauchseite ist hell rotbraun. Im allgemeinen Körperbau gleichen diese Flughunde den Arten der Gattung Pteropus. Abweichend fehlt ihnen auf jeder Seite der erste untere Schneidezahn und der dritte untere Molar. Die auf Mindoro vorkommende Art hat robustere Eckzähne.
Über die Lebensweise ist so gut wie nichts bekannt. Als Habitat dienen Wälder im Flachland oder in Gebirgen bis 1000 Meter Höhe.